# Liste des évêques d'Ahiara
La liste des évêques d'Ahiara recense les noms des évêques du diocèse d'Ahiara (en) (Dioecesis Ahiaranus), au Nigéria, depuis sa fondation le 18 novembre 1987, par détachement de celui d'Owerri. 

## Sont évêques
- 18 novembre 1987-† 16 septembre 2010 : Victor Adibe Chikwe (en)
- 16 septembre 2010-7 décembre 2012 : siège vacant
- 7 décembre 2012-19 février 2018 : Peter Ebere Okpaleke[1]
  - du 3 juillet 2013 au 19 février 2018: John Onaiyekan, archevêque d'Abuja, administrateur apostolique sede plena[2],[3].
  - depuis le 19 février 2018: Lucius Iwejuru Ugorji (de), évêque d'Umuahia (en), administrateur apostolique

## Sources
- (en) Fiche du diocèse sur catholic-hierarchy.org